# Lisardo García Tuñón
Lisardo García Tuñón (Alejandro Korn, San Vicente, Buenos Aires, Argentina; 8 de octubre de 1928 - Idem; 20 de junio de 2011) fue un músico y actor argentino de cine, teatro y televisión.

## Carrera
De profesión músico, ya que solía tocar el contrabajo. García Tuñón también se desempeñó artísticamente como  actor de reparto cuya complexión delgada y alta le dieron un cierto grado de comicidad a sus papeles. Trabajó bajo las órdenes de grandes directores como Armando Bó, Carlos Rinaldi, Enrique Carreras, Enrique Cahen Salaberry y Carlos Galettini. Se lució en diez películas argentinas, entre las que se destacan, La mujer del zapatero con Isabel Sarli y Pepe Arias; Al diablo con este cura con Luis Sandrini; Pimienta y Pimentón con Sandrini y José Marrone;  Gran valor con Juan Carlos Calabró, Los superagentes y la gran aventura del oro con Víctor Bó, Julio de Grazia y Ricardo Bauleo; y Mingo y Aníbal, dos pelotazos en contra con Juan Carlos Altavista y Calabró.
En televisión se lo pudo ver en programas humorísticos como Telecómicos en la década de 1970. En Calabromas de 1980 y 1981, siempre será recordado  en la banda Los Chiquibum donde su personaje lo llamaban “Sombra de Alambre”, y por su inigualada composición de Alfred, el mayordomo de Bruno Díaz ("Batman").
El actor Lisardo García Tuñón murió el 20 de junio de 2011 tras complicaciones naturales en su salud a los 82 años.

## Filmografía
- 1987: Johny Tolengo, el majestuoso como el mucamo de la srta. Flor Baltazar.
- 1984: Mingo y Aníbal, dos pelotazos en contra como hombre en club.
- 1980: Los superagentes y la gran aventura del oro.
- 1980: Gran valor como Charleta.
- 1979: Cuatro pícaros bomberos.
- 1979: Donde duermen dos... duermen tres como taxista.
- 1978: Yo también tengo fiaca.
- 1970: Pimienta y Pimentón.
- 1970: Los muchachos de mi barrio como público en teatro.
- 1967: Al diablo con este cura como árbitro.
- 1967: La muchacha del cuerpo de oro
- 1965: La mujer del zapatero como cliente zapatería delgado y con boina.

## Televisión
- 1980/1981: Calabromas.
- 1970/1973: Telecómicos.